# Jerzy Matusiak
Jerzy Antoni Matusiak (ur. 30 maja 1945 w Bartochowie) – polski ekonomista, samorządowiec, burmistrz miasta i gminy Strzelin w latach 1994–1998 i 2002–2010.

## Życiorys
Ukończył studia na Wydziale Gospodarki Narodowej Akademii Ekonomicznej we Wrocławiu. W latach 1985–1992 pełnił funkcję dyrektora Strzelińskich Kamieniołomów. Następnie przez kolejne dwa lata kierował wrocławskimi Kopalniami Odkrywkowymi. W 1994 został powołany przez Radę Miasta i Gminy Strzelin po raz pierwszy na funkcję burmistrza, którą sprawował do końca kadencji w 1998. W latach 1998–2002 sprawował mandat radnego w Sejmiku Województwa Dolnośląskiego z ramienia Akcji Wyborczej Solidarność. Kierował wspólnie z marszałkiem województwa dolnośląskiego Komitetem Sterującym, który zatwierdzał programy rozwojowe dla gmin i powiatów województwa. W 1998 został ponadto przewodniczącym Rady Nadzorczej Wojewódzkiego Funduszu Ochrony Środowiska, a rok później konsultantem Banku Światowego. W latach 2000–2002 piastował funkcję dyrektora Wydziału Urzędu Miejskiego Wrocławia. W 2002 został wybrany w pierwszych bezpośrednich wyborach na burmistrza Strzelina z ramienia Obywatelskiego Komitetu Wyborców Ziemia Strzelińska, pokonując w drugiej turze Ryszarda Horżanieckiego przewagą 52:48% głosów. Powtórzył swój sukces wyborczy w 2006, kandydując z ramienia Strzelińskiego Bloku Samorządowego. W 2010 nie ubiegał się o reelekcję. W 2014 ponownie kandydował z ramienia SBS, zajmując przedostanie, 4. miejsce. Bez powodzenia kandydował także wówczas do sejmiku z listy Bezpartyjnych Samorządowców. W 2018 bezskutecznie startował do rady powiatu strzelińskiego z listy Koalicji Obywatelskiej.